# Tears (X JAPAN의 노래)
〈Tears〉는 엑스 재팬의 아홉 번째 싱글이다. 엑스에서 엑스 재팬으로, 베이시스트가 타이지에서 히스로의 교체 이후의 새로운 곡이다. 이 곡은 요시키가 매년 재야의 날에 일본 방송 NHK에서 방송하는 프로그램인 《홍백가합전》에 출전하기 위해 작곡한 곡으로, 요시키가 자신이 10살때 빚 문제를 해결하지 못하고 자살한 아버지를 생각하며 만들었다고 한다.
오리콘 차트 1위를 달성하지는 못했지만, 《WEEK END》 이후 최고의 기록이 되는 2위를 기록했다. 오리콘 집계로 약 84만 장의 판매량을 기록, 밴드 최대의 싱글 판매량으로 기록 되고 있다. 다음 작품 《Rusty Nail》로 첫 싱글 차트 1위를 달성하지만, 판매량으로서는 1997년 해산에 이르기까지, 본 작이 엑스 재팬 최대의 히트곡이다.
타이틀곡은 한국의 록 밴드 트랙스가 요시키가 프로듀싱한 일본판 〈Scorpio〉 싱글의 B-사이드로 커버했다. 그들은 또한 앞에서 언급한 싱글의 한국어 버전에 대해서도 한국어로 다루었다. 이 노래는 또한 2002년에 엠씨 더 맥스에 의해 〈잠시만 안녕〉이라는 제목으로 커버되었다.

## 상업적 성과
이 곡은 오리콘 차트 2위에 올랐고, 16주 동안 차트에 올랐다. 1993년에는 380,150장이 팔린 것이 올해 77번째, 1994년에는 456,790장이 팔린 것이 50번째 베스트셀러 싱글이다. 1996년 7월, 일본레코드협회에 의해 더블 플래티넘 인증을 받아 밴드의 베스트셀러 싱글이 되었다.

## 수록곡
1. Tears(X JAPAN Version) - 10:28
(작사: 시라토리 히토미, YOSHIKI 작곡: YOSHIKI 편곡: X JAPAN)
2. Tears(Classic Version) - 5:02
(작곡: YOSHIKI 편곡: 조지 마틴)